# OR52B2
OR52B2 (англ. Olfactory receptor family 52 subfamily B member 2) – білок, який кодується однойменним геном, розташованим у людей на короткому плечі 11-ї хромосоми. Довжина поліпептидного ланцюга білка становить 323 амінокислот, а молекулярна маса — 36 185.
| 10         |  | 20         |  | 30         |  | 40         |  | 50         |
| ---------- |  | ---------- |  | ---------- |  | ---------- |  | ---------- |
| MSHTNVTIFH |  | PAVFVLPGIP |  | GLEAYHIWLS |  | IPLCLIYITA |  | VLGNSILIVV |
| IVMERNLHVP |  | MYFFLSMLAV |  | MDILLSTTTV |  | PKALAIFWLQ |  | AHNIAFDACV |
| TQGFFVHMMF |  | VGESAILLAM |  | AFDRFVAICA |  | PLRYTTVLTW |  | PVVGRIALAV |
| ITRSFCIIFP |  | VIFLLKRLPF |  | CLTNIVPHSY |  | CEHIGVARLA |  | CADITVNIWY |
| GFSVPIVMVI |  | LDVILIAVSY |  | SLILRAVFRL |  | PSQDARHKAL |  | STCGSHLCVI |
| LMFYVPSFFT |  | LLTHHFGRNI |  | PQHVHILLAN |  | LYVAVPPMLN |  | PIVYGVKTKQ |
| IREGVAHRFF |  | DIKTWCCTSP |  | LGS        |  |            |  |            |

A: Аланін

C: Цистеїн

D: Аспарагінова кислота

E: Глутамінова кислота

F: Фенілаланін

G: Гліцин

H: Гістидин

I: Ізолейцин

K: Лізин

L: Лейцин

M: Метіонін

N: Аспарагін

P: Пролін

Q: Глутамін

R: Аргінін

S: Серин

T: Треонін

V: Валін

W: Триптофан

Кодований геном білок за функціями належить до рецепторів, g-білокспряжених рецепторів, білків внутрішньоклітинного сигналінгу. 
Локалізований у клітинній мембрані.